# Oleksij Danilov
Oleksij Mjatsjeslavovytsj Danilov (Oekraïens: Олексій Мячеславович Данілов) (Chroestalny, 7 september 1962) is een Oekraïense politicus en was van 3 oktober 2019 tot 26 maart 2024 secretaris van de nationale veiligheids- en defensieraad van Oekraïne.

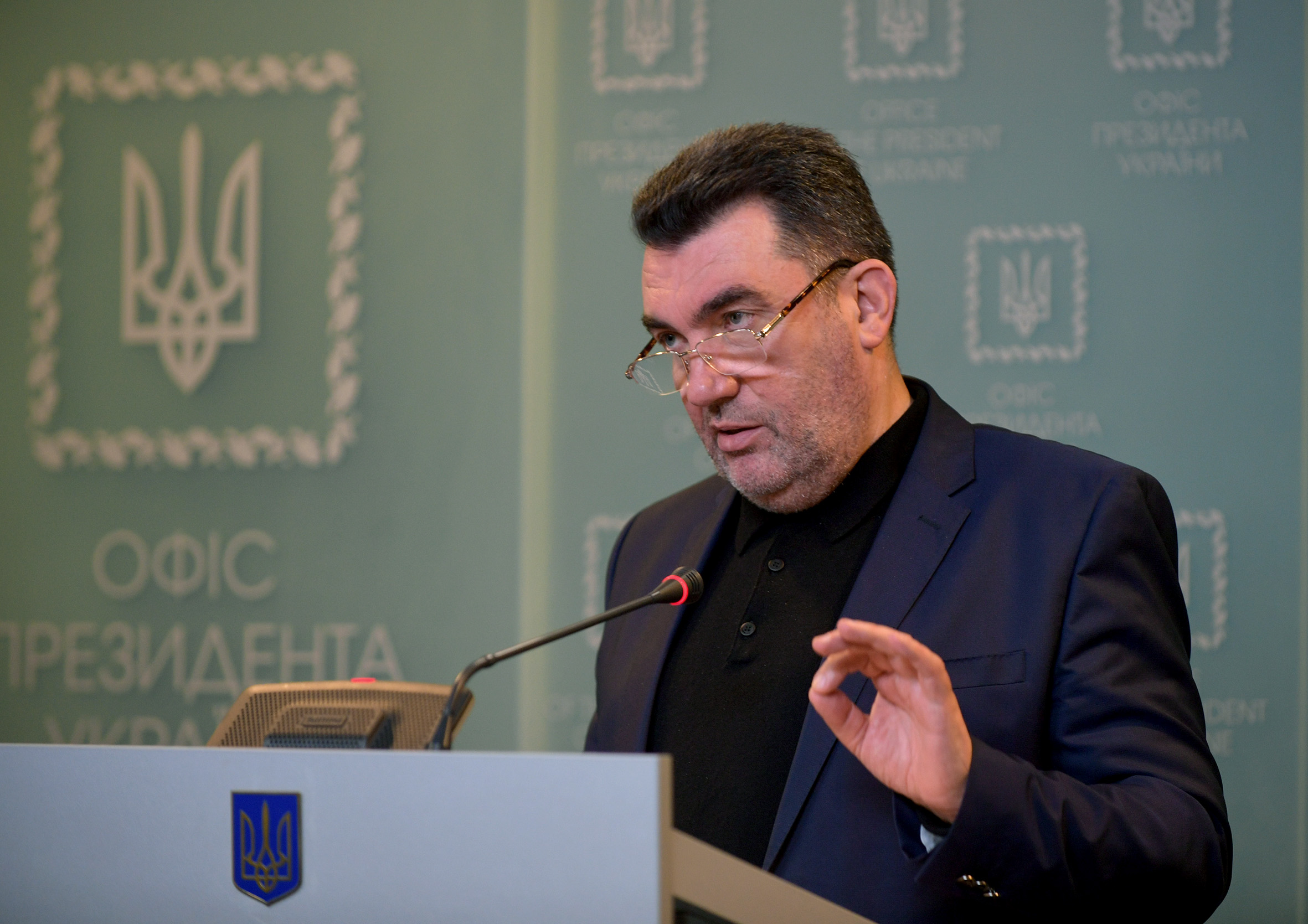
Oleksii Danilov in 2020

## Biografie
Danilov studeerde in 1981 af aan de staatslandbouwschool in Starobilsk met een graad in diergeneeskunde. In 1981 begon als dierenarts op een boerderij in Voroshilovgrad (nu Loehansk). Van 1983 tot 1987 werkte hij als dierenarts in het "1 mei park" van Voroshilovgrad. Van 1987 tot 1991 werkte hij als privédierenarts. Van 1991 tot 1994 hield hij zich bezig met het ondernemerschap.
Danilov was burgemeester van Loehansk van 1994 tot 1997. Met zijn 31 jaar was hij de jongste burgemeester ooit van Loehansk.
Bij de Oekraïense parlementsverkiezingen van 1998 stelde Danilov zich als onafhankelijke kandidaat tevergeefs kandidaat voor een parlementaire zetel in kiesdistrict 103. In 1999 studeerde Danilov af aan de Universiteit van Loehansk als gediplomeerd geschiedenisleraar. In 2000 behaalde hij een masterdiploma in management aan de Oost-Oekraïense Volodymyr Dahl National Universiteit. In 2000 behaalde hij ook een diploma rechten aan de Staatsuniversiteit of Interne Zaken van Loehansk. 
In de vroege jaren 2000 was Danilov lid van de Yabluko-partij (die tijdens zijn lidmaatschap werd omgedoopt tot Partij van Vrije Democraten). Bij de Oekraïense parlementsverkiezingen van 2002 stelde hij zich tevergeefs kandidaat voor het parlement op de partijlijst.
In 2000 was Danilov adviseur van de parlementaire commissie voor industriebeleid en ondernemerschap. Van oktober 2001 tot februari 2005 richtte hij het Luhansk Initiatief op en was de voorzitter ervan. Tegelijkertijd was hij adjunct-directeur van het Instituut voor Europese Integratie en Ontwikkeling (IEID).
Danilov was in 2005 gouverneur van de oblast Loehansk. Hij werd in 2006 gekozen in het Oekraïense parlement voor het Blok Joelia Tymosjenko. Bij de Oekraïense parlementsverkiezingen van 2007 stelde Danilov zich kandidaat voor herverkiezing in het parlement voor de Partij van Vrije Democraten, maar was opnieuw niet succesvol. Na het verlaten van het parlement keerde hij terug naar zijn vorige functie van adjunct-directeur van de IEID.
Danilov verwierf nationale bekendheid dankzij zijn optredens "in de hooggewaardeerde nationale primetime-talkshow van Oekraïne, waar hij het opnam tegen de oligarchen van het land, illegale privatiseringen en "verraderlijke" stemmen in vorige parlementen". Van 23 juli tot 3 oktober 2019 was hij adjunct-secretaris van de Nationale Veiligheids- en Defensieraad. Sinds 3 oktober 2019 is hij de secretaris (plaatsvervangend voorzitter, president Zelensky is de formele voorzitter) van deze raad.
Op 24 januari 2022 zei Danilov dat de beweging van Russische troepen nabij de grens met Oekraïne "geen nieuws" was en "we geen reden zien voor uitspraken over een grootschalig offensief tegen ons land". Na de explosie van de Krimbrug op 8 oktober 2022 plaatste Danilov een video van de brandende brug naast een zwart-witfragment van Marilyn Monroe die "Happy Birthday, Mr. President" zong - een verwijzing naar de Russische president Poetin die een dag eerder 70 werd.
Op 26 maart 2024 maakte president Zelensky bekend dat hij Danilov zou vervangen door Oleksandr Litvinenko. Er werd geen reden gegeven.

## Privéleven
Danilov is getrouwd en heeft vier kinderen.